# Stuart William Peach
Il maresciallo capo dell'aria Stuart William Peach, barone Peach (Walsall, 22 febbraio 1956), è un generale britannico. Dopo l'addestramento come navigatore, Peach ha comandato il IX squadrone bombardieri e poi è diventato vice comandante della stazione RAF di Bruggen, vicino a Niederkrüchten, in Germania. Nel 2000 è stato schierato come comandante aereo della NATO in Kosovo. È diventato capo dell'intelligence della difesa nel 2006, capo delle operazioni congiunte nel 2009 e primo comandante del comando delle forze congiunte nel dicembre del 2011 prima di essere nominato vice capo di stato maggiore della difesa nel maggio del 2013. Il 14 luglio 2016 Peach è succeduto al generale sir Nick Houghton come capo di stato maggiore della difesa. Il 29 giugno 2018 è stato nominato presidente del comitato militare della NATO. Ha ricoperto questo ufficio fino al suo ritiro nel giugno del 2021.

## Primi anni di vita e formazione
Stuart William Peach è nato a Walsall, nello Staffordshire, il 22 febbraio 1956 da Clifford Peach e Jean Mary (nata Noakes). Ha frequentato la Aldridge Grammar School, ad Aldridge, nello Staffordshire. Ha studiato geografia, economia e storia sociale all'Università di Sheffield, conseguendo il Bachelor of Arts nel 1977. Successivamente ha studiato al Downing College dell'Università di Cambridge e ha ottenuto il Master of Philosophy nel 1997.

## Carriera

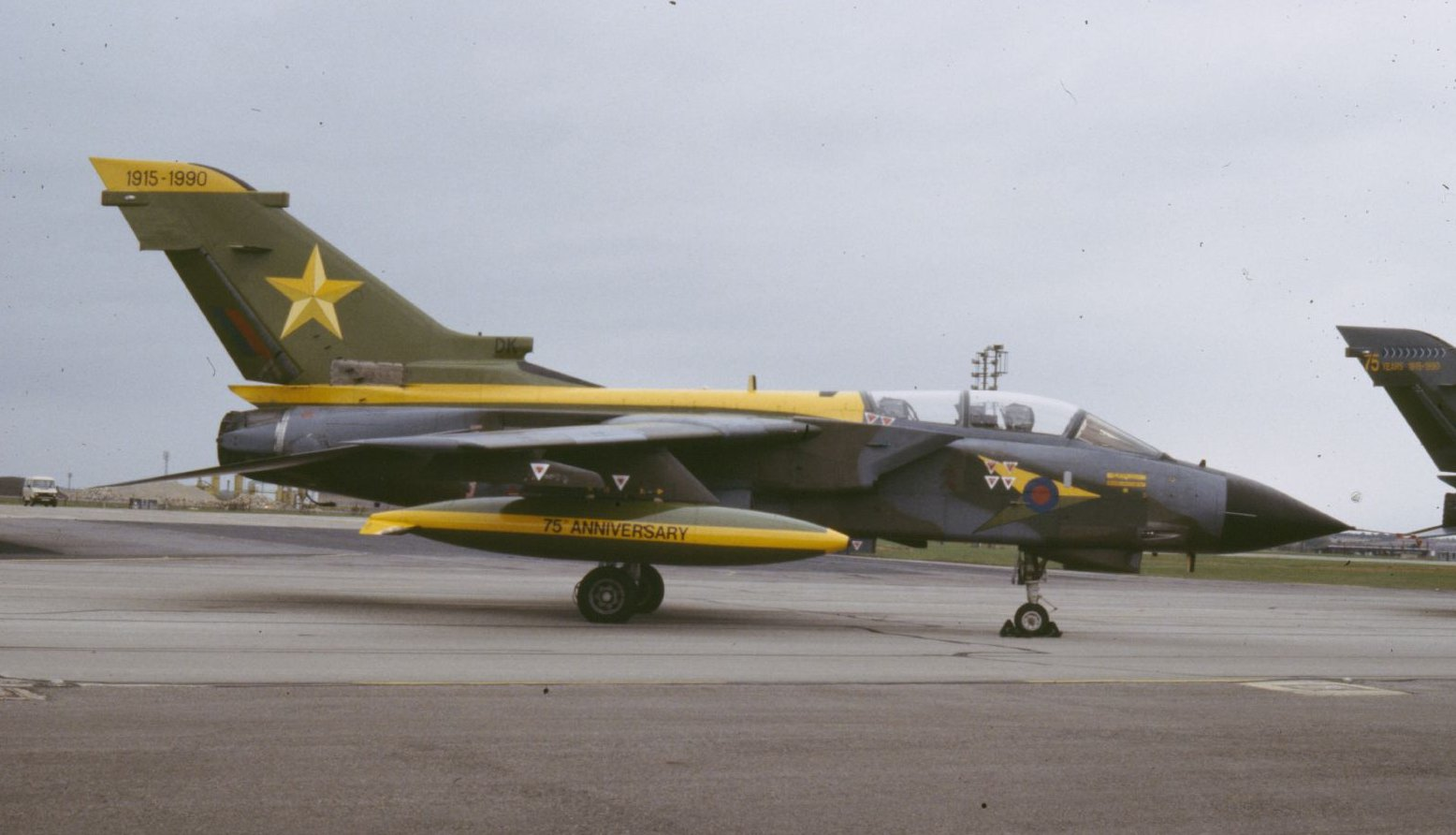
Un Tornado GR1 nel 1988: Peach ha prestato servizio come navigatore su questo tipo di velivolo.

Peach è stato nominato ufficiale pilota ad interim il 1º settembre 1974  e, dopo la laurea, il 15 luglio 1977 è stato incaricato come ufficiale pilota sostanziale; è stato promosso a sottotenente di squadriglia il 15 gennaio 1978  e a tenente di squadriglia il 15 ottobre successivo. Navigatore, Peach è stato assegnato allo squadrone n. 13 nel 1979  e ha prestato servizio in tournée sugli English Electric Canberra nel ruolo di ricognizione fotografica prima di essere trasferito al IX squadrone bombardieri nel 1982 dove ha prestato servizio sui Panavia Tornado nel Regno Unito. Nel 1984 è stato trasferito allo squadrone n. 31 e ha prestato servizio con i Tornado in Germania. Promosso a comandante di squadriglia il 1º luglio 1986, è divenuto istruttore qualificato di armi  e ha ricevuto la Queen's Commendation for Valuable Service in the Air il 16 giugno 1990.
Dopo essersi formato allo Staff College di Bracknell, nel 1990 è tornato in Germania per prestare servizio come ufficiale di stato maggiore personale del vice comandante della RAF in Germania, poi del comandante in capo della RAF in Germania e infine del comandante della seconda forza aerea tattica alleata (di cui le forze della RAF in Germania facevano parte). Il 1º luglio 1991 è stato promosso a comandante di stormo. Ha partecipato all'azione come comandante di distaccamento in Arabia Saudita nell'ambito dell'Operazione Jural. Dal 1994 al 1996 Peach ha comandato il IX squadrone bombardieri operando nei ruoli di bombardamento, attacco e soppressione delle difese aeree nemiche. È stato vice comandante della stazione RAF di Bruggen, vicino a Niederkrüchten, in Germania.

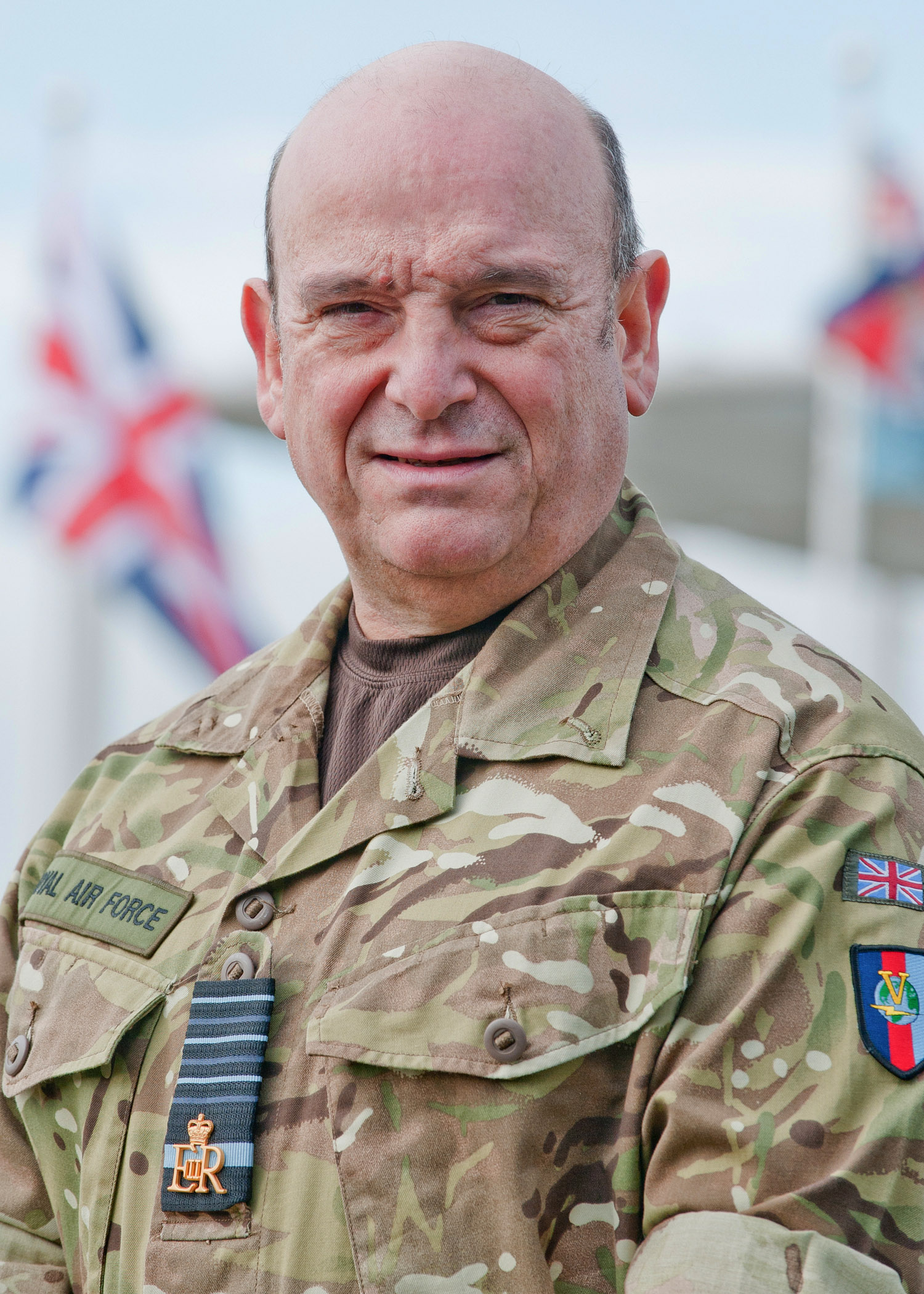
Stuart Peach in uniforme MTP.

Dopo la promozione a Comandante di gruppo avvenuta il 1º luglio 1996, l'anno successivo Peach è diventato direttore degli studi sulla difesa della Royal Air Force, commissionando borse di studio, modificando libri e scrivendo articoli sulla potenza aerea. In questo periodo ha ottenuto un Master of Philosophy dal Downing College dell'Università di Cambridge. Nel 1999 è stato nominato vicedirettore del corso di comando e personale superiore presso il Joint Services Command and Staff College dopo essersi precedentemente diplomato in questo corso. È stato quindi comandante delle forze britanniche in Italia dal 1999 al 2000 e comandante aereo della NATO in Kosovo nel 2000. Il 6 aprile 2001 è stato nominato commendatore dell'Ordine dell'Impero Britannico.
Dal luglio del 2000 al giugno del 2003, Peach è stato comandante dell'Air Warfare Center  e assistente capo dello staff intelligence presso il RAF Strike Command. È stato promosso a commodoro dell'aria il 1º gennaio 2001.
Promosso a vice maresciallo dell'aria il 1º agosto 2003, Peach è stato direttore generale della raccolta informazioni dal luglio del 2003 al marzo del 2006. È stato promosso a maresciallo dell'aria il 17 marzo 2006, e nominato capo dell'intelligence della difesa. Il 13 marzo 2009 è diventato capo delle operazioni congiunte. Il 31 dicembre 2008 è stato nominato cavaliere commendatore dell'Ordine del Bagno.
Peach è stato promosso a maresciallo capo dell'aria ed è stato nominato primo comandante del nuovo Comando delle forze congiunte nel dicembre del 2011. È diventato vice capo di stato maggiore della difesa nel maggio del 2013. A partire dal 2015, Peach riceveva uno stipendio compreso tra £ 190 000 e £ 194 999 dal dipartimento, rendendolo una delle 328 persone più pagate nel settore pubblico britannico in quel momento. Il 31 dicembre 2015 è stato nominato cavaliere di gran croce dell'Ordine dell'Impero Britannico.

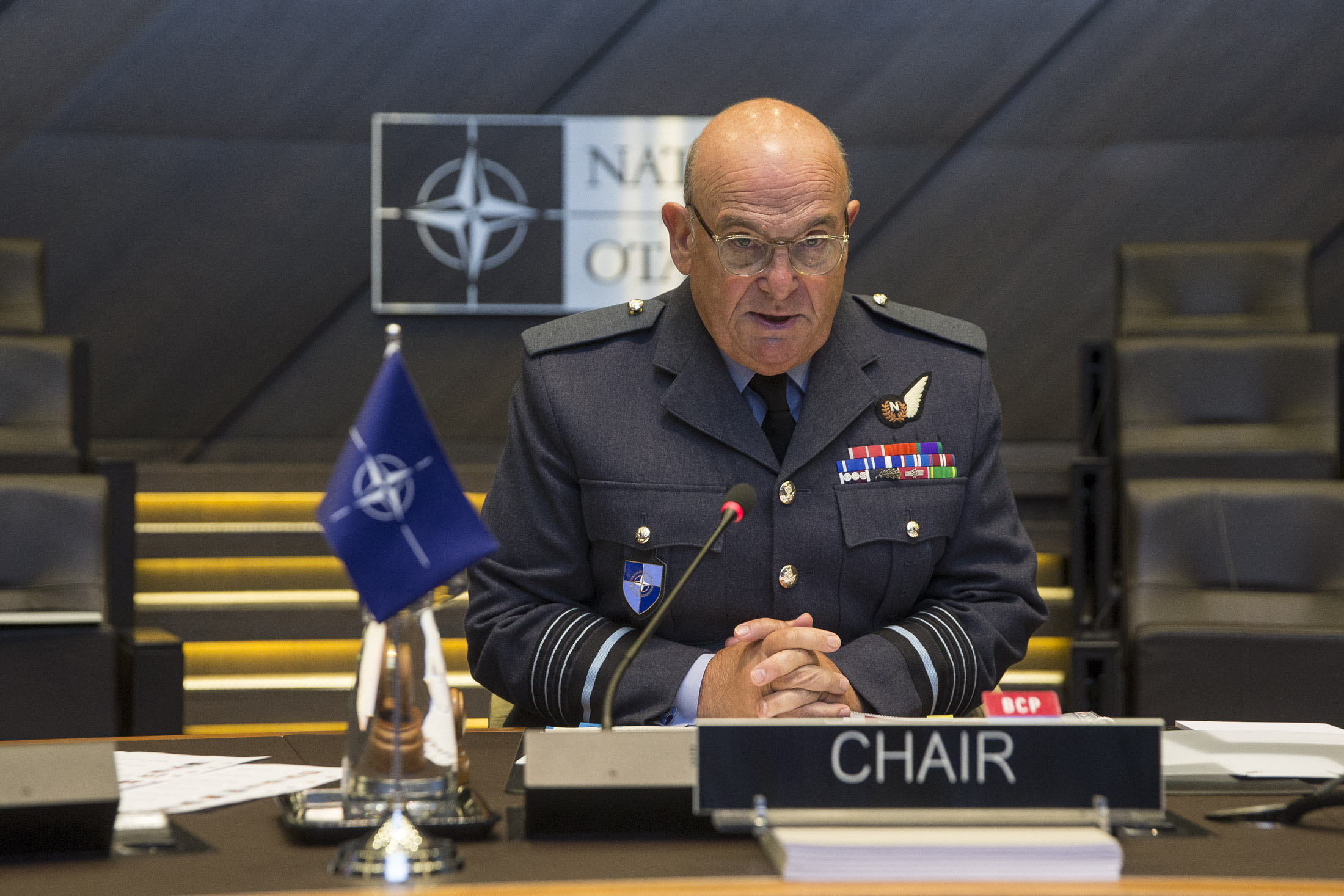
Peach come presidente del comitato militare della NATO nel 2020.

Il 22 gennaio 2016 il Ministero della difesa ha annunciato che Peach sarebbe succeduto al generale sir Nick Houghton come capo di stato maggiore della difesa nell'estate successiva. Peach è subentrato nell'incarico il 14 luglio 2016. Infine, il 29 giugno 2018 è succeduto al generale Petr Pavel come presidente del comitato militare della NATO. Ha lasciato questo ufficio il 25 giugno 2021. Nel dicembre successivo è diventato inviato speciale del Primo ministro per i Balcani occidentali. Nel marzo del 2022 è andato in pensione.

## Camera dei lord
Il 14 ottobre 2022 è stato annunciato che Peach sarebbe stato nominato pari a vita da re Carlo III. Il 21 novembre successivo è stato creato barone Peach, di Grantham nella contea del Lincolnshire. Siede tra i crossbencher.
All'incoronazione di re Carlo III e della regina Camilla ha portato ai sovrani Curtana, la spada della clemenza.
Il 23 aprile 2024 re Carlo III lo ha nominato cavaliere dell'Ordine della Giarrettiera.

## Vita personale
Nel 1986 ha sposato Brigitte Ender; hanno un figlio e una figlia. È stato presidente della RAF Rugby League. Si interessa di sport, storia militare e cucina.

## Riconoscimenti
È stato insignito di una laurea honoris causa dall'Università di Kingston  e di un Doctor of Letters honoris causa dall'Università di Sheffield nel 2007. È membro onorario del Downing College dell'Università di Cambridge.

## Opere
- Perspectives on air power: air power in its wider context, Londra, The Stationery Office, 1998,  pp. xxiv, 365, ISBN 978-0117728882. URL consultato il 26 aprile 2024.

## Onorificenze

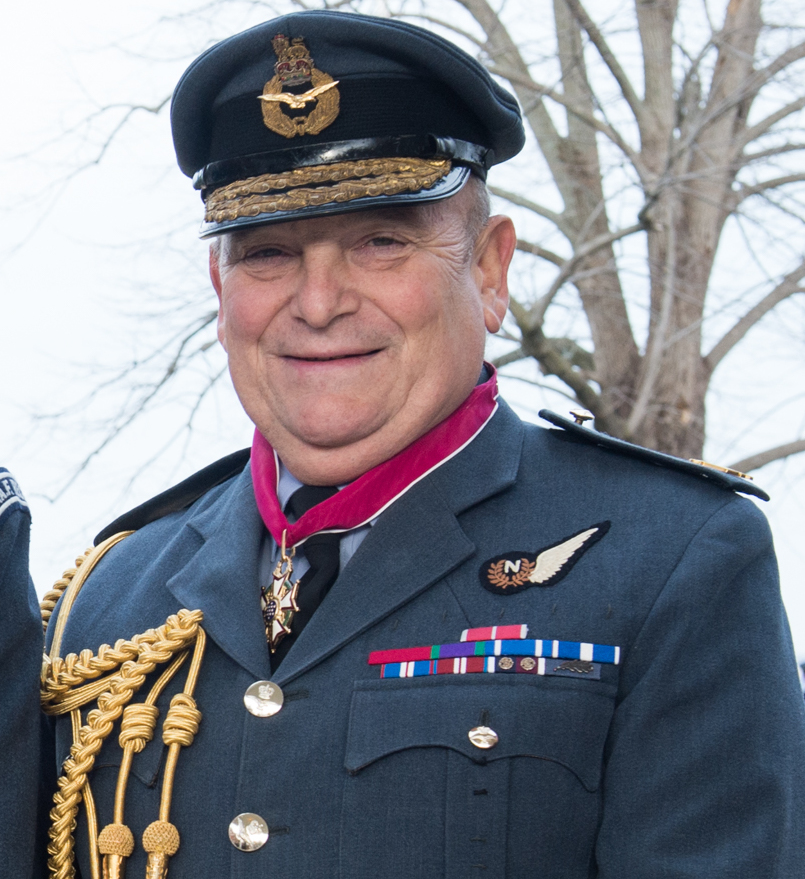
Peach nel 2018, dopo aver ricevuto la Legion of Merit degli Stati Uniti.